# Pseudorlaya
Pseudorlaya là chi thực vật có hoa trong họ Apiaceae.